# PRIDE 武士道 -其の四-
PRIDE 武士道 -其の四-（プライド ぶしどう そのよん）は、日本の総合格闘技イベント「PRIDE」の大会の一つ。2004年（平成16年）7月19日、愛知県名古屋市の名古屋レインボーホールで開催された。

## 大会概要
日本vsブラジリアン・トップチーム（BTT）の対抗戦が行われ、BTTが2対1で勝ち越した。
プロレスリング・ノア所属のプロレスラー杉浦貴が大巨人ジャイアント・シルバと対戦し、パウンドでTKO勝ち。試合後にシルバがこん棒のようなものを振り回して暴れたが、杉浦に「そういうのはプロレスだけにしておきなさい」と窘められた。
ZST GP王者マーカス・アウレリオ、KOTC世界ミドル級王者ディーン・リスターがPRIDEデビュー。

## 試合結果

### 武士道挑戦試合
第1試合 PRIDE武士道ルール 5分2R
△  佐々木恭介 vs.  光岡エイジ △
2R終了 時間切れ
第2試合 PRIDE武士道ルール 5分2R
○  ルイス・ブスカペ vs.  阿部裕幸 ×
1R 2:52 肩固め

### 本戦カード
第1試合 PRIDE武士道ルール 1R10分、2R5分
○  三島☆ド根性ノ助 vs.  マーカス・アウレリオ ×
2R終了 判定2-1
第2試合 PRIDE武士道ルール 1R10分、2R5分
○  アマール・スロエフ vs.  ディーン・リスター ×
2R終了 判定2-1
第3試合 PRIDE武士道ルール 1R10分、2R5分
○  桜井"マッハ"速人 vs.  "ファンキー"・ブラディ・フィンク ×
1R 4:08 フロントチョーク
第4試合 PRIDE武士道ルール 1R10分、2R5分
○  美濃輪育久 vs.  山本喧一 ×
1R 3:23 TKO（レフェリーストップ：マウントパンチ）
第5試合 PRIDE武士道ルール 1R10分、2R5分
○  杉浦貴 vs.  ジャイアント・シルバ ×
1R 2:35 TKO（レフェリーストップ：パウンド）
第6試合 PRIDE武士道ルール 1R10分、2R5分
○  ミルコ・クロコップ vs.  大山峻護 ×
1R 1:00 KO（スタンドパンチ連打）
第7試合 日本VSブラジリアン・トップチーム 3対3対抗戦 先鋒戦 1R10分、2R5分
○  パウロ・フィリオ vs.  小路晃 ×
2R終了 判定2-1
第8試合 日本VSブラジリアン・トップチーム 3対3対抗戦 中堅戦 1R10分、2R5分
○  五味隆典 vs.  ファビオ・メロ ×
1R 8:07 TKO（レフェリーストップ：パウンド）
第9試合 日本VSブラジリアン・トップチーム 3対3対抗戦 大将戦 1R10分、2R5分
○  アントニオ・ホジェリオ・ノゲイラ vs.  中村和裕 ×
2R終了 判定2-1